# Nieuwe Uitleg
De Nieuwe Uitleg is de kade langs het Smidswater in Den Haag. Hij begint bij de brug naast de Hoge Raad der Nederlanden, loopt aan de rechterkant van de gracht, en maakt aan het einde van de gracht een haakse bocht naar rechts. Aan het einde is de Prinsessegracht. Na de haakse bocht heet de gracht de Maliegracht en de kade aan de overkant de Houtweg.
De naam Nieuwe Uitleg wordt ook gebruikt voor het rechthoekige eiland dat omringd wordt door het Smidswater, de Maliegracht, de Prinsessegracht en de Gietkom.
Langs de kade staan panden uit de 18de eeuw. Enkele panden kregen later een nieuwe gevel. 

De laatste panden aan de kant van het Korte Voorhout zijn vernield door het bombardement van 3 maart 1945. Op de leeggekomen plaats werd de Franse ambassade en kantoorgebouw de Artillerie gebouwd.

## Jodenbuurt
De Nieuwe Uitleg werd in de 17de eeuw een buurt van welgestelde Sefardische Joden. De armere Asjkenazische Joden woonden in de Jodenbuurt achter de Nieuwe Kerk, vooral in de St. Jacobsstraat, de Bezemstraat, de Gedempte Gracht en de Voldersgracht. Voor hen kwam er in 1844 een synagoge aan de Wagenstraat.
De Portugese synagoge op het eiland Nieuwe Uitleg werd gewijd op 9 augustus 1726. Hij werd ontworpen door Daniël Marot. Het gebouw heeft twaalf ramen, eentje voor iedere stam van Israël. Tegenwoordig is er een glazen overkoepeling over de binnenplaats.

## Kanonnengieterij

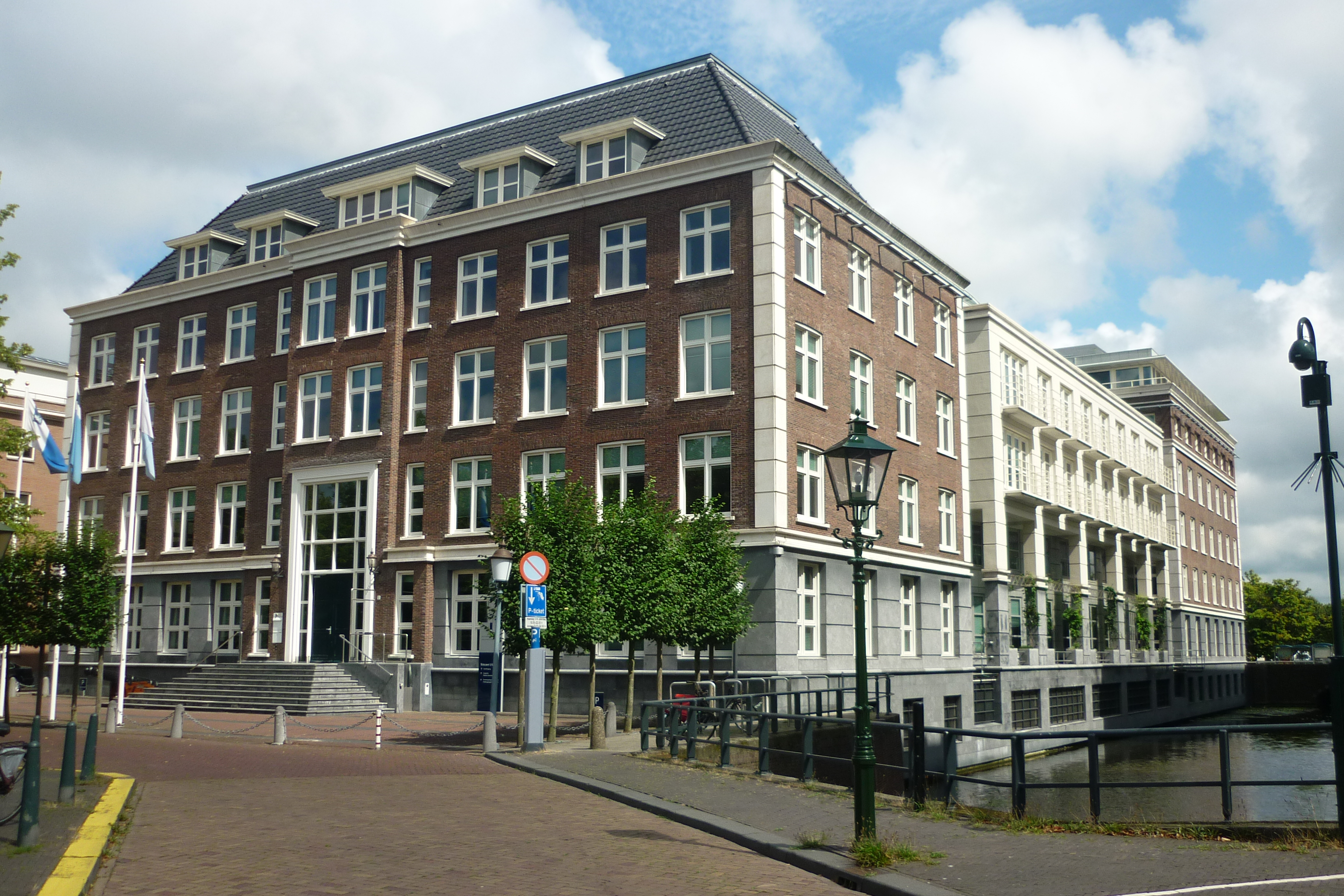
Nieuwe Uitleg 1: Gebouw “De Artillerie”, gezien vanaf de Gieterijbrug. Sinds 2015 hoofdkantoor van de Nationale Politie

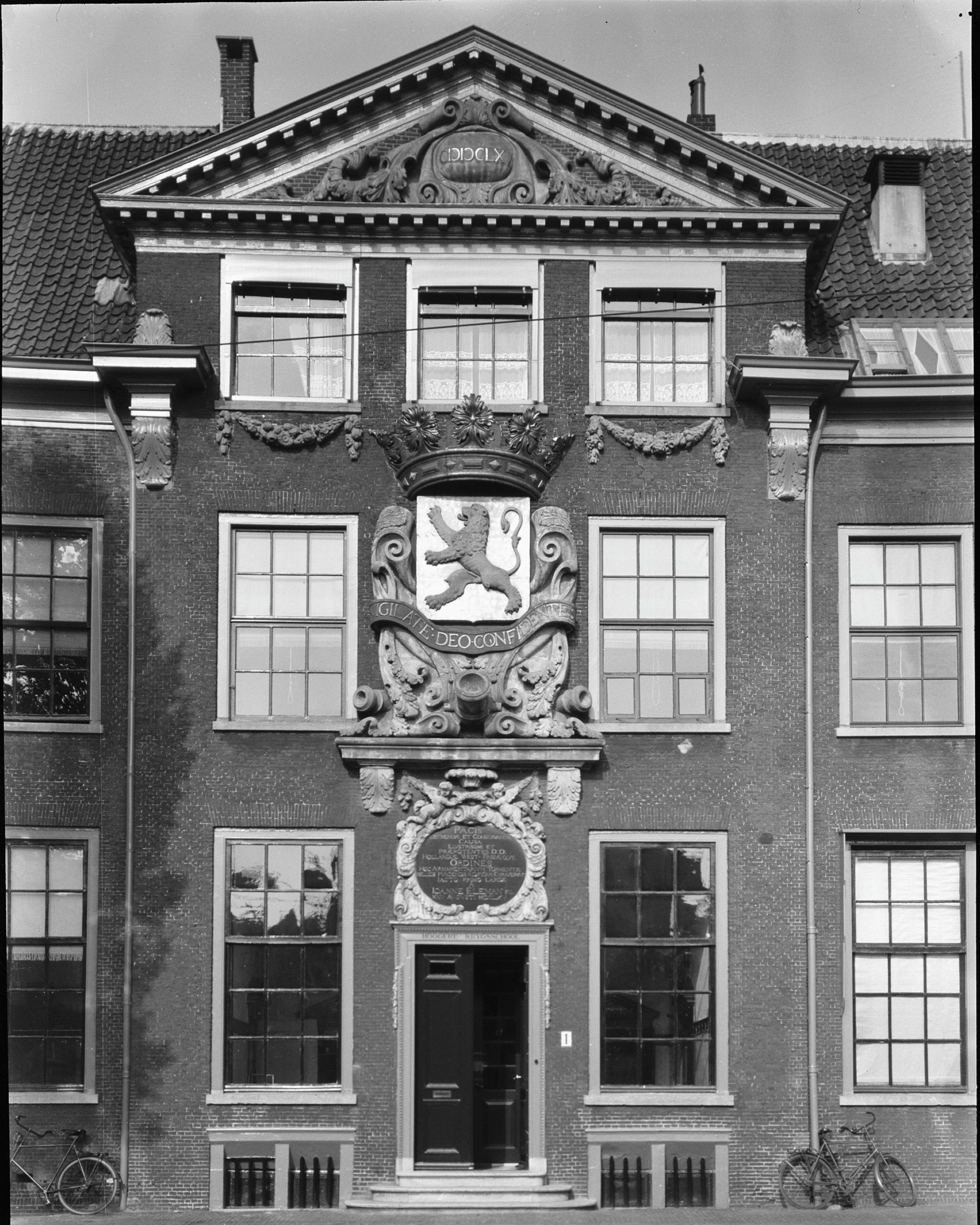
De Kanonnengieterij uit 1665 vóór het vernietigende bombardement op 3 maart 1945

Tijdens de Tachtigjarige Oorlog, in 1589, besloten de Staten van Holland en West-Friesland om geschut te gaan gieten in Den Haag. Den Haag was geen stad, de burgers hadden dus geen stemrecht, en niemand kon tegen stemmen. Deze eerste kanonnengieterij werd gevestigd in de Kloosterkerk aan het Lange Voorhout. Deze kerk werd niet meer als kerk gebruikt en kon tot gieterij verbouwd worden. De locatie als gieterij was echter niet erg praktisch voor de aanvoer van grondstoffen en de afvoer van kanonnen, dus in 1665 werd er een nieuwe gieterij gebouwd aan het Smidswater, op het eiland Nieuwe Uitleg. Het eiland was toen nog een onbebouwd stuk grond, aan de andere kant was de maliebaan uit begin 1600 (nu Maliestraat). Over een houten bruggetje kon je vandaar het eiland Nieuwe Uitleg opkomen. 
Het gebouw van de gieterij werd gebouwd door Pieter Post. Meester-geschutsgieter Coenraet Wegewaert werd al gauw opgevolgd door Johannes Nieport. Het geschut werd buiten de singels uitgeprobeerd op de plek waar rond 1848 het oefenveld van de cavaleristen van de Alexanderkazerne lag.
Het gebouw werd tijdens de Tweede Wereldoorlog verwoest.

## Ministerie van Onderwijs, Kunsten en Wetenschappen
Na de Tweede Wereldoorlog maakte de Rijksbouwmeester uit die tijd, ir. G. Friedhoff, met medewerking van architect, ir. M. Bolten een ontwerp in de vorm van een zogeheten Gesamtkunstwerk voor het Ministerie van Onderwijs, Kunsten en Wetenschappen (het huidige Ministerie van OCW). In 1953 werd dit hoofdgebouw van het Ministerie in gebruik genomen. In 1995 is dit gebouw, ondanks protest, gesloopt.

## De Artillerie
De Artillerie is de naam van het nieuwe gebouw dat er nu staat. Het wordt sinds maart 2015 gebruikt als landelijk hoofdbureau van de Nationale Politie.
Naast de voormalige gieterij is de Gietkom, een kleine gracht die het Smidswater met de Prinsessegracht verbindt. Hierin werden de kanonslopen gekoeld. De brug bij De Artillerie, die de verbinding vormt van het eiland met de overkant heet de Gieterijbrug. Over deze brug en door de Kanonstraat reden trams, tussen 1864 en 1936. Eerst de allereerste paardentram van de Benelux, van 1890 tot 1904 accutrams, en tot 1936 elektrische.

## 18de eeuw
In 1705 werd begonnen met het bouwen van patriciërshuizen op elf percelen aan de noordoostkant van het eiland, langs de huidige Prinsessegracht. Ieder perceel mocht slechts 1 huis krijgen, de gevel moest net zo breed als het perceel worden, het pand moest een minimale hoogte krijgen en de straat moest met IJsselse klinkers worden bestraat. In de zijstraten mochten koetshuizen komen. De elf percelen werden gekocht door rijke Portugese joden en door speculanten zoals meester-timmermannen, die de huizen wilden bouwen om ze daarna te verkopen. Er werd in 1724 ook een synagoge gebouwd in de stijl van Daniel Marot. In 1728 was het eerste huis klaar (nu nummer 23). Het werd in Hollandse Lodewijkstijl gebouwd voor Gerrit Meerman en zijn vrouw. Na hun dood ging het huis naar Jacob en Hendrik Hop (uitvinder van het Hopje). 

De Maliebaan werd in 1708 afgebroken om het eiland beter bereikbaar te maken. Het water van de Prinsessegracht werd uitgediept en verbreed. De Bosbrug, waarover men van het Toernooiveld naar het Haagse Bos kon, werd al gauw de Koningsbrug genoemd.

## Mata Hari
In 1915-1916 woonde Margaretha Geertruida Zelle, beter bekend als Mata Hari, op Nieuwe Uitleg 16. Het pand werd rond 1800 gebouwd en heeft een eenvoudige gevel. Later kwam er een achterhuis bij.

Met haar Nederlandse nationaliteit kon Margaretha Zelle ook tijdens de Eerste Wereldoorlog gewoon reizen, hoewel ze de oorlogsgebieden moest mijden. Het veelvuldig reizen trok de aandacht waardoor ze werd beschuldigd spionne te zijn. In februari 1917 werd ze gearresteerd en in oktober geëxecuteerd.

Later woonde Fie Carelsen in dit pand. In 1931 speelde ze de titelrol in de film Mata Hari.

In 2011 kreeg het huis een nieuwe eigenaar, de voormalige diplomaat baron van Pallandt.

## Galerij

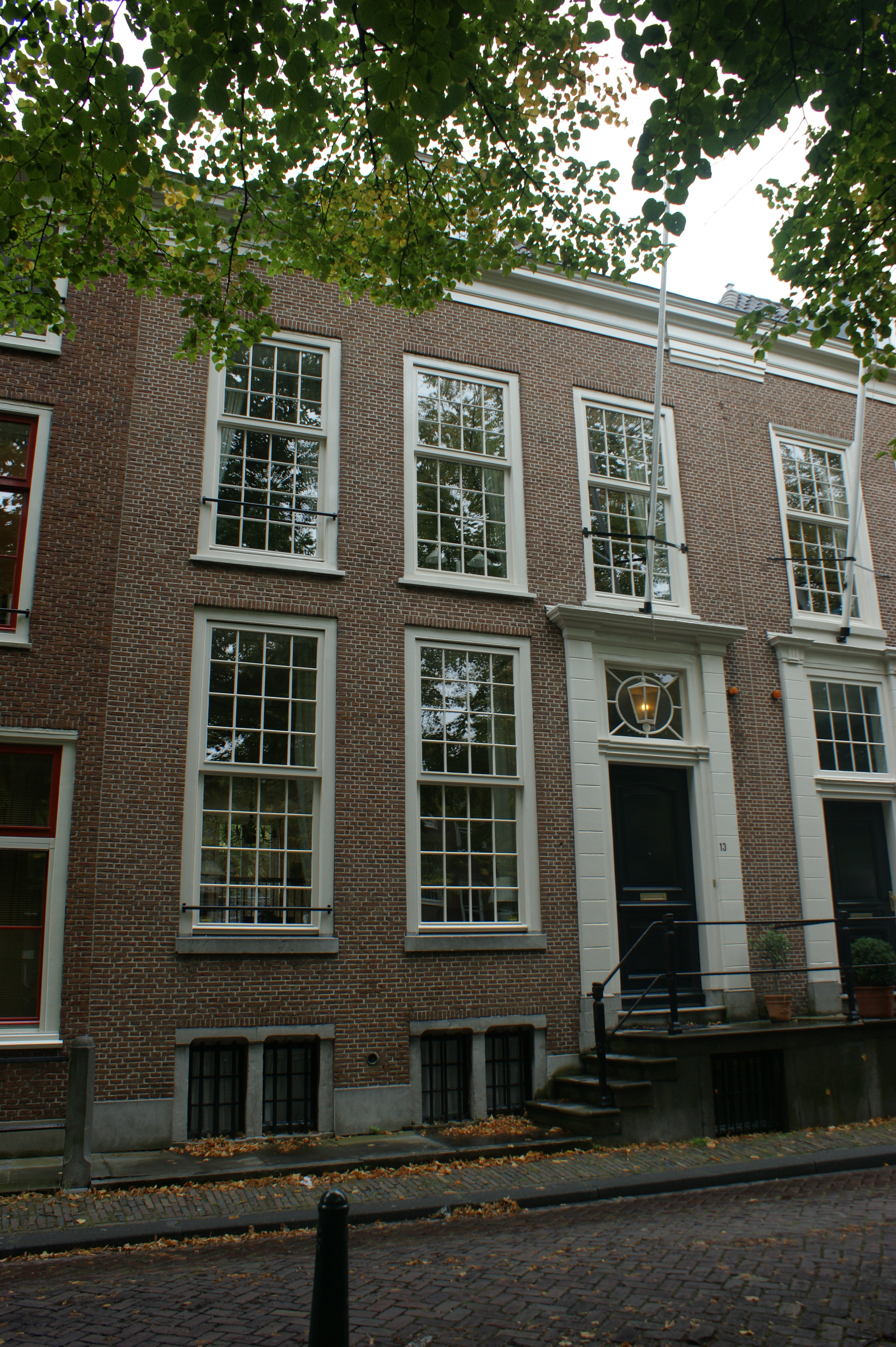
Nieuwe Uitleg 13: Herenhuis uit de periode 1750-1799, bestaande uit souterrain, twee hoge bouwlagen en een gedrukte derde bouwlaag onder een afgeknot schilddak
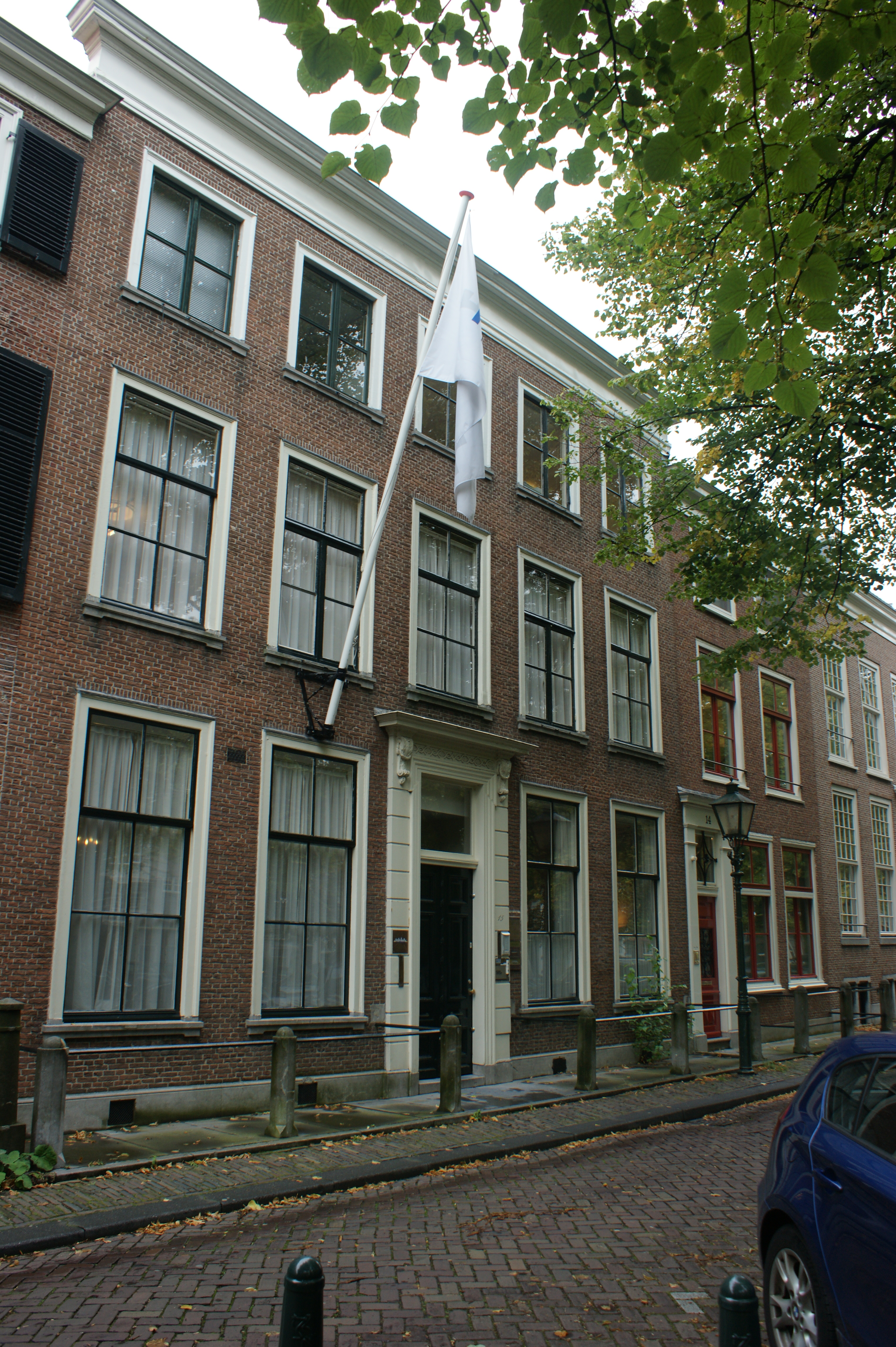
Nieuwe Uitleg 15: Een van de grotere herenhuizen, uit 1740, met gevel in Lodewijk XIV-stijl
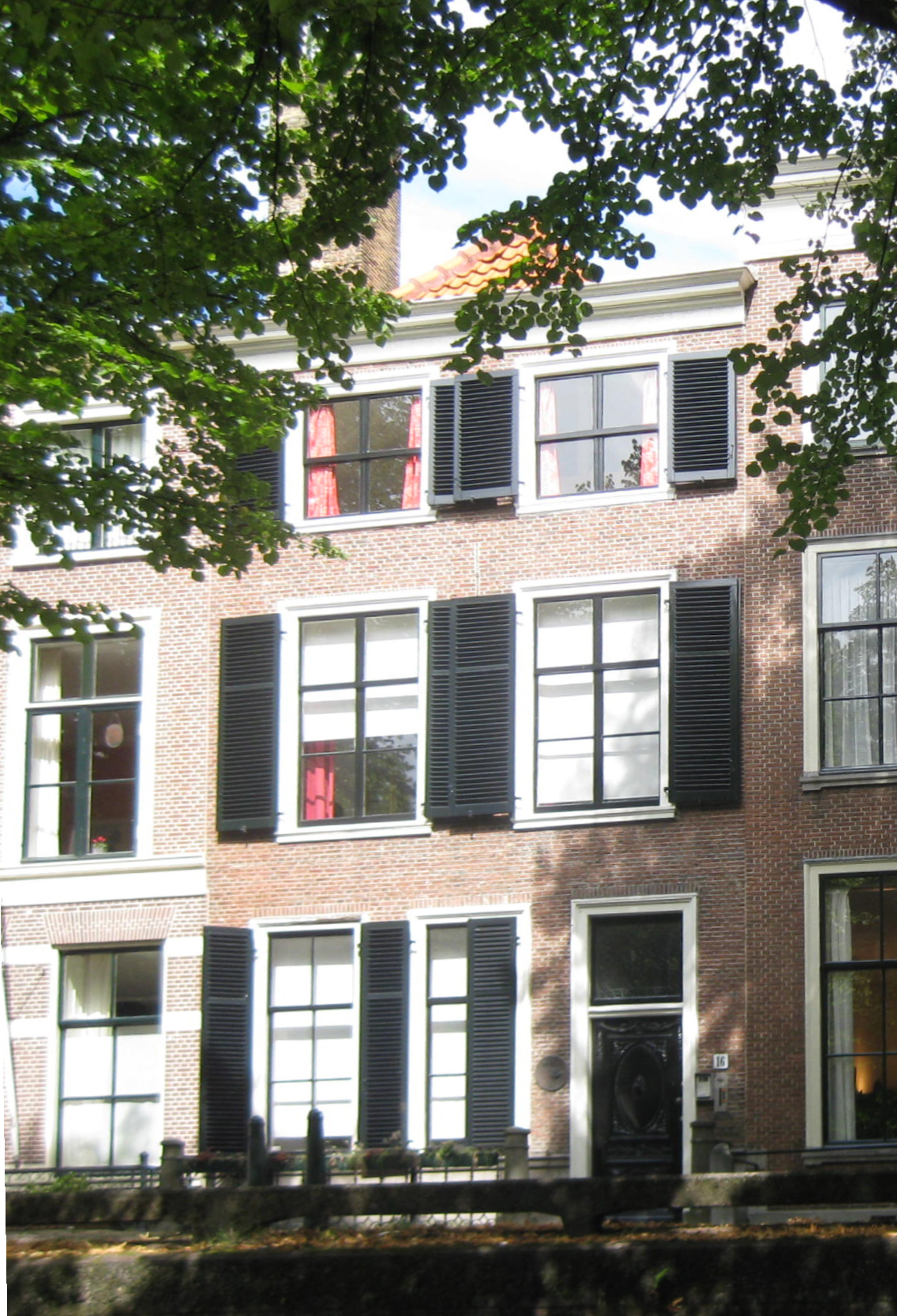
Nieuwe Uitleg 16: Woonhuis van spionne Mata Hari
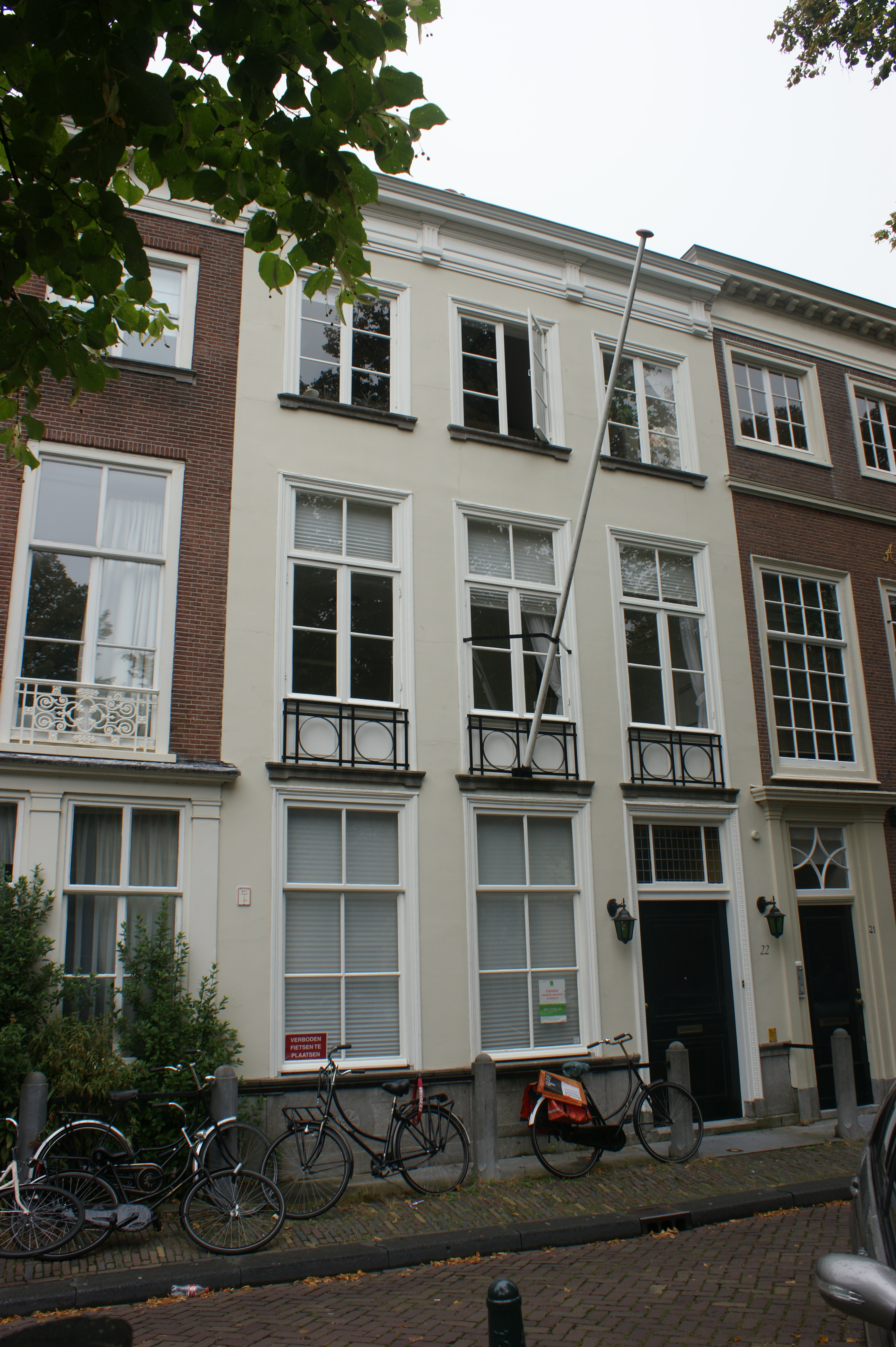
Nieuwe Uitleg 22: Herenhuis uit 1710 in Lodewijk XVI-stijl met zogeheten ‘triglyfen’ in het fries
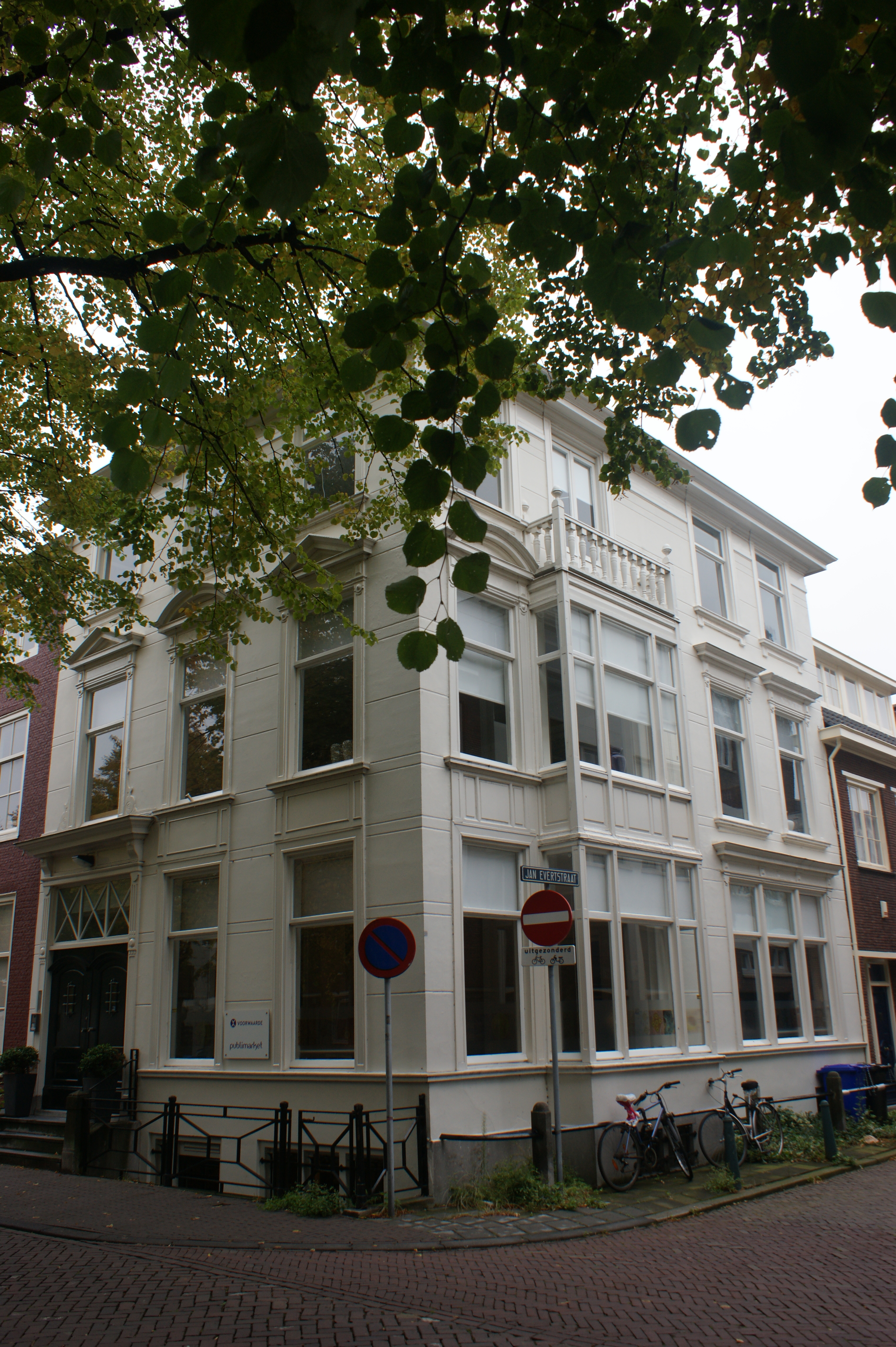
Nieuwe uitleg 29: Herenhuis uit de negentiende eeuw met neo-Grec of neoclassicistische kenmerken
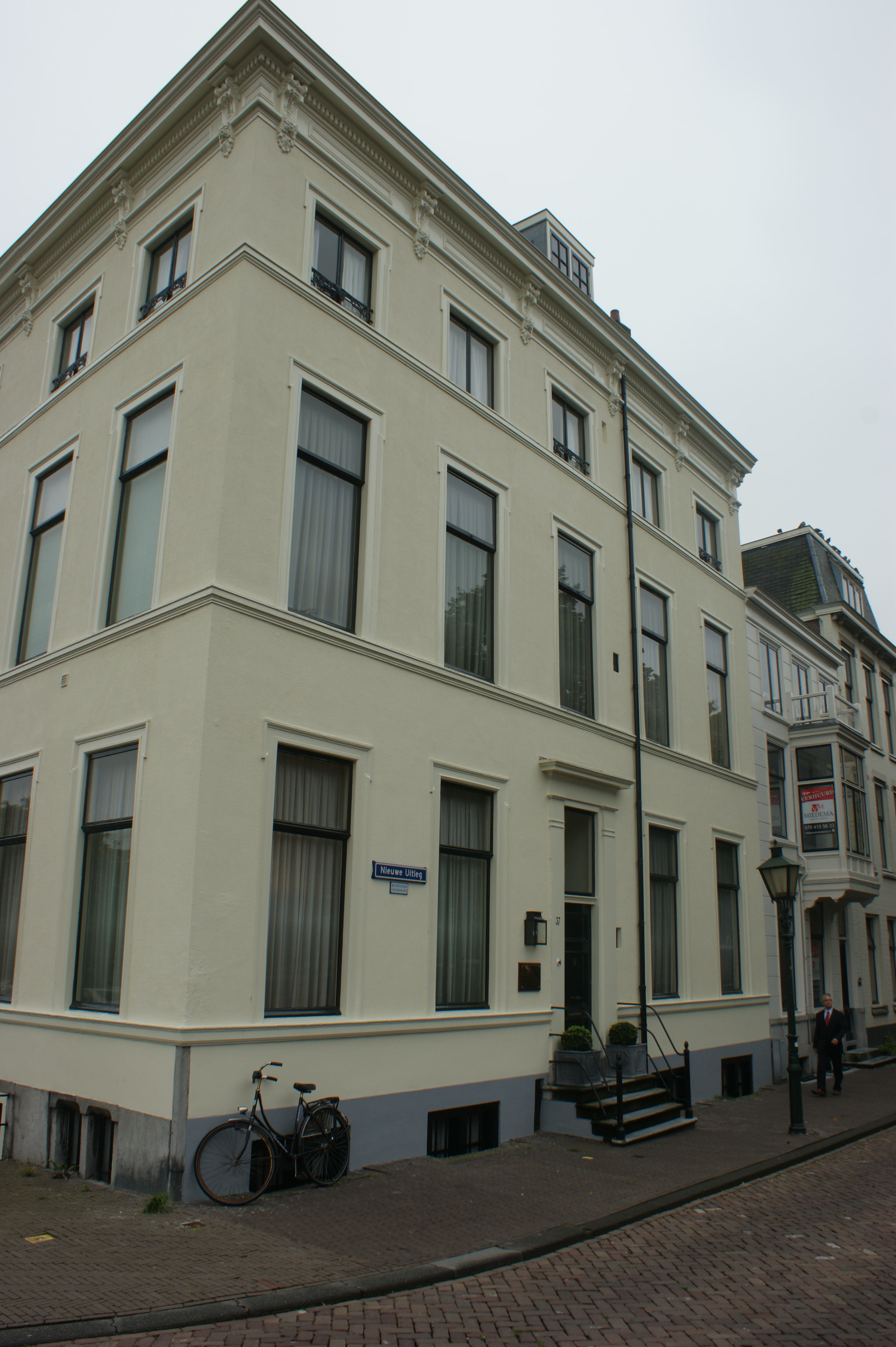
Nieuwe Uitleg 37: Hoekpand met gepleisterde gevel uit de periode 1800-1825, ingangsomlijsting met pilasters
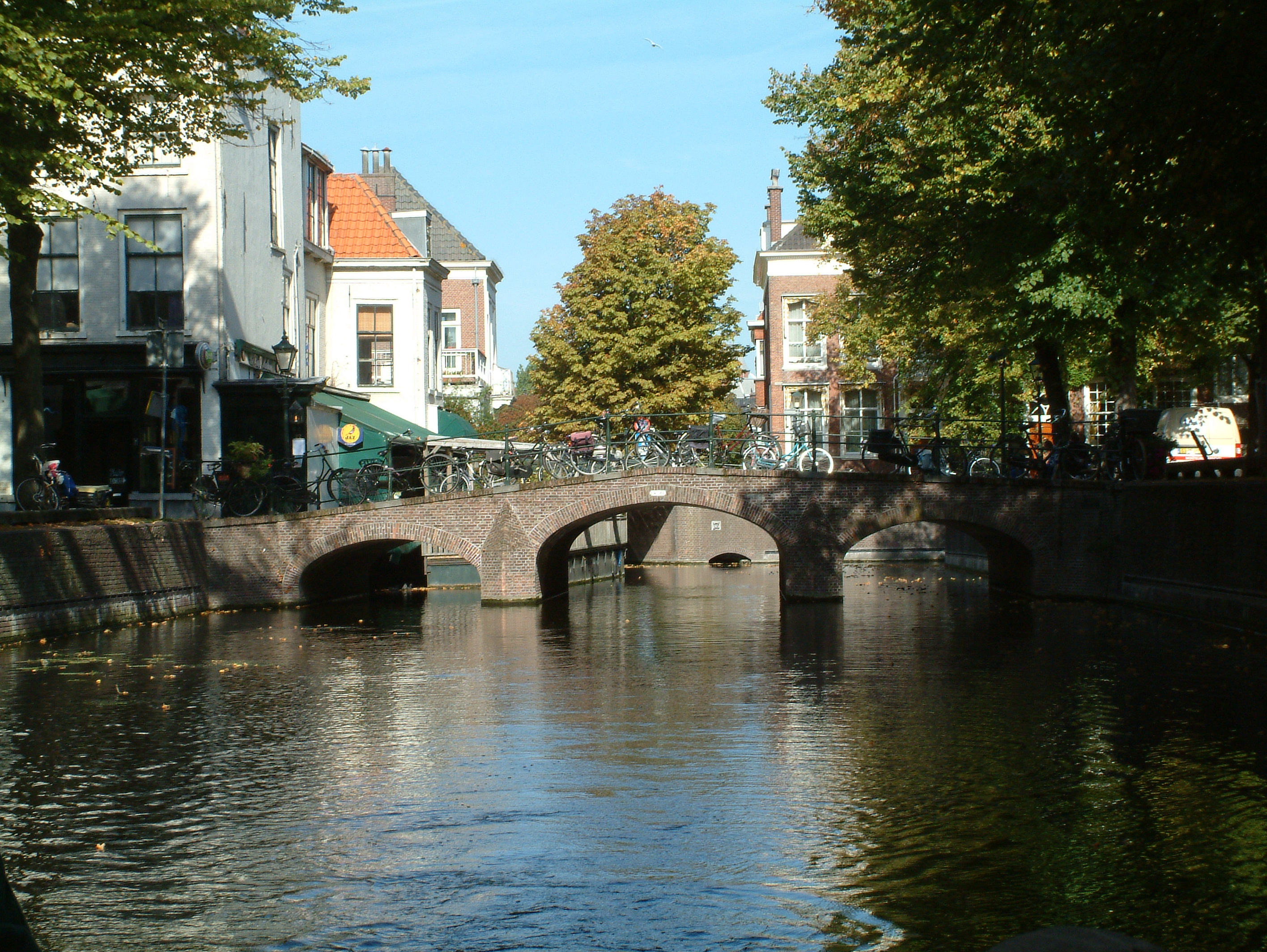
De Maliebrug werd in de achttiende eeuw gebouwd als verbinding van de Maliestraat naar de Nieuwe Uitleg.
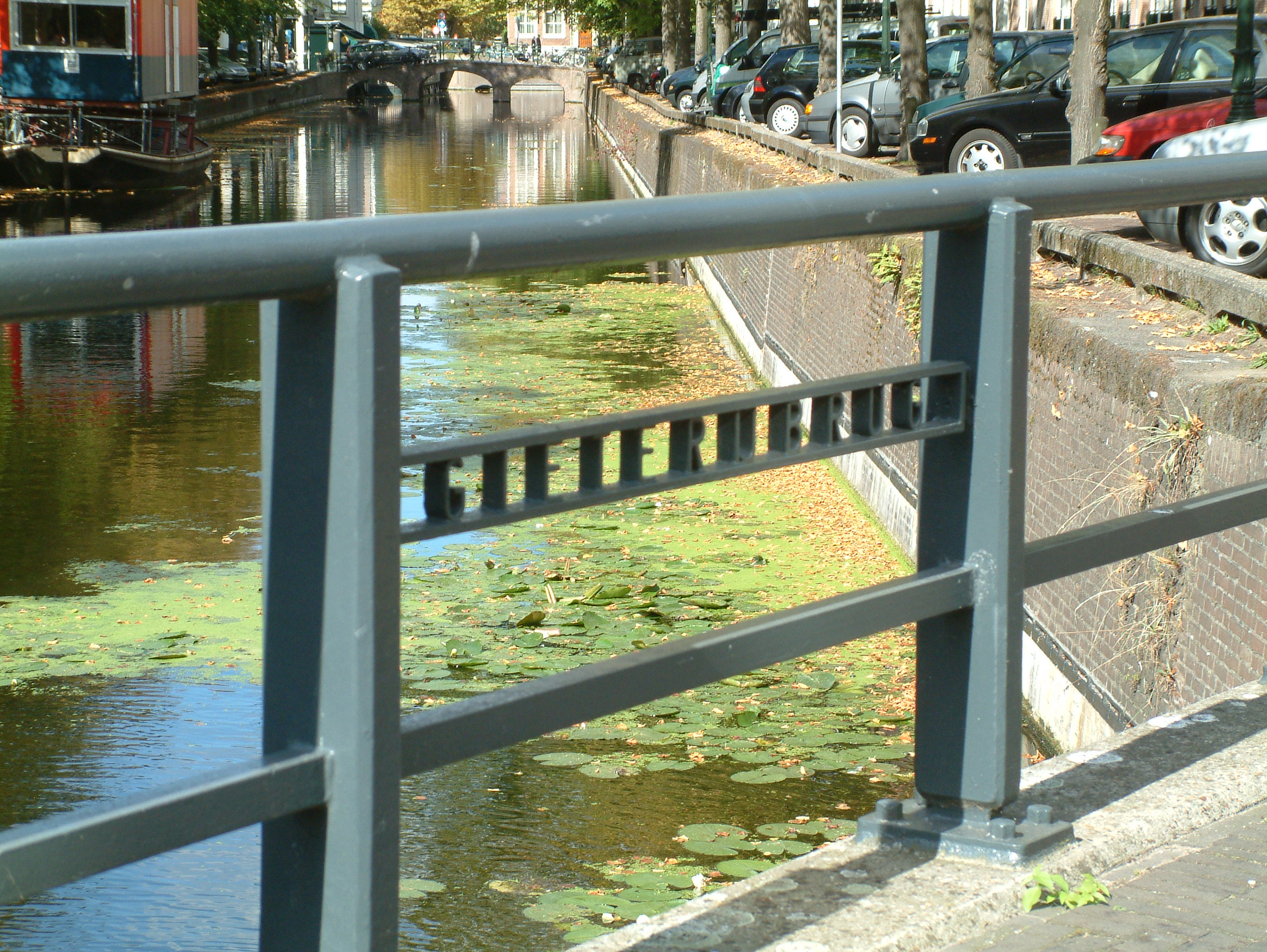
Gieterijbrug, rechts de Nieuwe Uitleg